# Stoyan Apostolov
Stoyan Apostolov (né le 10 avril 1946) est un lutteur bulgare spécialiste de la lutte gréco-romaine ayant participé aux Jeux olympiques d'été de 1972. Il remporte lors de cette compétition la médaille d'argent.

## Palmarès

### Jeux olympiques
- Jeux olympiques de 1972 à Munich,  Allemagne
  -  Médaille d'argent.